# Istorija bubrežne biopsije
Istorija bubrežne biopsije je veoma zanimljiva oblast istorije medicine koja je u značajnoj meri utical na razvoj nefrologije u moćnu subspecijalnost interne medicinе kakva je ona danas. Donošenje zaključka o tipu promene kod bubrežnih bolesti na osnovu kliničke slike, laboratorijskih nalaza i slikovnih pretraga ne predstavlja dovoljno pouzdan izbor u savremenoj dijagnostici. Kao dijagnostičko sredstvo u proceni prirode bolesti, stanja i raširenosti patoloških promene, razvijena je unazad 6 decenija i posebna dijagnostička metoda — biopsija bubrega.
Biopsija bubrega danas je zamenjena delimično novouvedenim tehnikama imunofluorescencije i elektronske mikroskopije i tako su mogućnosti i tumačenje bubrežnih biopsija, jednim delom postala deo istorije medicine, kao moćni činilac koji je odredio pojavu i razvoj nefrologije kao specijalnosti oko 1960. godine. Međutim i pored novih tehnika metoda je preživela i opstala, zajedno sa klasičnom fiziologijom bubrega kao organa i njegovih jedinica nefrona, kao nezamislivi deo praćenja stanja i tokova dijalize i transplantacije bubrega.
Teško je tačno navesti ko je uradio prvu biopsiju, pošto to zavisi od toga kako se definiše biopsij (npr kao otvorena, zatvorena) i / ili prema tome kako se izvodi (npr kao deo druge procedure ili je sama sebi cilj).

## Istorija
Pre biopsije bubrega, perkutana aspiraciona biopsija iglom prvo je uspešno korišćena za uzorkovanje tkiva jetra 1895. godine. Do 1939. godine Paul Iversen i Kaj Roholm objavili su prvi veliki, sistematski niz biopsija jetre. Drugi organi, koji nisu bili toliko veliki i lako dostupni, kao površnija jetra, uključujući i bubreg, smatrani su tada lošim kandidatima za ovu proceduru.
Iako je prva bubrežna biopsija izvedena pre više od jednog veka, njena široka rasprostranjenst i uvođenje u kliničku upotrebu, počelo je tok od pedesetih godina 20. veka, nakon što je Nils Alwall počeo da koristi tehniku aspiracije za biopsiju bubrega. On je nakon što bi položaj igle prethodno lokalizovao pomoću rendgenskog zraka, uspešno dobio tkivo bubrega u 77% pacijenata. To je višestruko pomoglo daljem razvoju dijagnostike i boljem razumevanju bubrežne patologije i time značajno uticalo na nsgli razvoj nefrologije.

### Srednji vek
Istorija biopsije počinje od Abū al-Qāsim Khalaf ibn al-‘Abbās al-Zahrāwī al-Ansari, arapskog lekara, hirurg i farmaceut, na Zapadu poznat kao Al-Zahrawi, Albucasis ili Zahravius (936-1013) rođenog u Al-Zahri, predgrađu, šest milja severozapadno od Kordobe, glavnog grada muslimanske Španije (Al-Andalus), koji je prvi opisao tiroidektomiju kod gušavosti i izvođenje biopsije tiroidne žlezde iglom. 
Njegovi preci bili su iz plemena Al Ansara Al Madine Al Munawwarah, koje je došlo sa arapskog poluostrva sa muslimanskom vojskom koja je osvojile i živele u Španiji. Al-Zahrawi je retko putovao i većinu svog života provodio je u svom rodnom gradu Al-Zahri.
Kao sudski lekar radio je kod Caliph Al Hakam-II, u periodu koji se smatra „Zlatnim dobom arapske Španije” kada su prirodne i matematičke nauke dostigle svoj vrhunac razvoja. Poznat je kao prvi lekar koji je opisao vanmateričnu trudnoću, i prvi ljekar koji je spoznao nasljednu prirodu hemofilije. Njegovo pionirsko delovanje, odnosno inovacije na polju hirurških procedura i instrumenata su imale značajan uticaj na zapadnu i istočnu medicinu sve do Novog veka, a neka se koriste dan-danas.
Nakon dugogodišnje i istaknute medicinske karijere, umro je 1013. godine u 77. godini života
Al-Zahrawi je za sobom ostavio, oko 1000 godine napisane, svoju poznatu knjigu „Al Tasreef Liman Ajaz Aan Al-Taleef (ili al-Tasreef) — „Razmatranje medicinske nauke za one koji to ne mogu kompilirati” ili „Pomoć za Oni koji nemaju kapacitet da čitaju velike knjige”. To je bila zbirkao oko pedeset godina sakupljanog medicinskog znanja, obuke, prakse i iskustva. Trideset tomova medicinske enciklopedije obuhvatile su različite aspekte medicinskog znanja. Pored poglavlja o medicini i hirurgiji, bili su tu i delovi o akušerstvu, farmakologiji, terapiji, dijetetici, psihoterapiji, preventivnim merama i medicinskoj hemiji. Ovo delo je bilo toliko uticajno da je knjigu preveo na latinski jezik Gerard iz Kremone (1114—1187), poznati prevodilac arapskih naučnih radova.
Francuski hirurg i „Obnovitelj hirurgije”, Guy de Chauliac (1300—1368), u svojoj poznatoj knjizi „Inventarium Sive Chirurgia Magna” citirao je delo Al-Zahrawija više od 200 puta.

### Moderno doba
Istorija izučavanja bubrežne patologije u modernom dobu može se podeliti na dve ere: jednu počevši od pronalaska mikroskopa i njegove primene na bubrežno tkivo; drugi sa uvođenjem biopsije bubrega, što se poklopilo sa razvojem elektronske mikroskopije i imunofluorescentne mikroskopije, što je omogućilo vizuelnu analizu patoloških promena i detaljnu patogenezu i patofiziologiju. Ove dve ere počele su 1650. odnosno 1950. godine; interval od ne manje od tri veka tokom kojeg su se kliničari i patolozi borili sa nedostatkom jasnog razumevanja uzroka i evolucije bubrežne bolesti.
Začetnik biopssije u savremenoj eri, ruski lekar, MM Rudnev bio je prva osoba koja je izvela dijagnostičku biopsiju 1875. godine.
Biopsija je postala moguća tek krajem 19. veka u zlatno doba razvoja histologije i mikrobiologije, kada je i uveden termin „biopsija” u medicinsku terminologiju (1879) od strane francuskog lekara Ernesta Besniera. Ernest Henri Besnier (1831-1909) bio je francuski dermatolog i medicinski direktor Hôpital Saint-Louis u Parizu. Igličasta biopsija jetre, koja je prvi put izvedena 1895. godine, kao rutinska metoda u dijagnostici postaće to tek 50 godina kasnije, sredinom 20. veka.

### Glavne prekretnice u razvoju bubrežne biopsije u 20. veku
| Faza u razvoju                                                                                            | Godina  | Izvor  |
| --- | ------- | ------ |
| Prva biopsija bubrega                                                                                     | 1901.   | [ 13 ] |
| Prva radiografijom kontrolisana perkutanih biopsije bubrežnih                                             | 1944.   | [ 13 ] |
| Rezna igla                                                                                                | 1954.   | [ 14 ] |
| Perkutana bubrežna biopsija pod direktnom radiološkom kontrolom                                           | 1962.   | [ 15 ] |
| Ultrazvučna lokalizacija za bubrežnu biopsiju                                                             | 1974.   | [ 16 ] |
| Primena automatizovanog biopsijskog pištolja sa ultrazvukom u realnom vremenu za nativnu biopsiju bubrega | 1979.   | [ 17 ] |
| Automatizovana, biopsija sa reznom iglom                                                                  | 1980-ih | [ 18 ] |

#### Bubrežna biopsija kao deo druge procedure
Prva bubrežna biopsija, u modernom dobu, bila je izvedena od strane Eugena Hana u Berlinu 1881. godine, kao deo nefropeksije. 
Hana je sledio Reginald Harrison u Liverpoolu koji je 1896. godine, primenio biopsiju bubrega kao deo postupka bubrežne dekapsulacije primenjene za lečenje Brightove bolesti.
Sličan materijal biopsijom dobijen je ubrzo nakon toga u Njujorku, Torontu i Glazgovu. Hanovu tehniku bubrežne dekapsulacije popularisao je i ginekolog George Edebohls (1901).

#### Otvorena biopsija bubrega
Otvorena biopsija bubrega je operacija kada se tkivo za pregled uzima direktno iz bubrega tokom hirurške intervencije pod opštom anestezijom. Prva takvu bubrežnu biopsiju, kao otvoreni hirurški postupak, u kome je primarni cilj bilo uzimanje malog komada tkiva za mikroskopiju u dijagnostičke svrhe, obavio je Norman B Gwin, u Torontu 1923. godine.
Da povređivana bubreg u toku biopsije može zbog krvarenja dovesti do fibroze i, konačno, hronične hipertenzije, a možda čak i bubrežne insuficijencije, koja može rezultovati ako je kontralateralni bubreg ugrožen, prvi je opsiao doktor Irvin Pajta, 1939. godine čvrstim omotavanje celofana oko životinjskih bubrega, čime je uzrokovao hipertenziju kod eksprimentalnih životinja.

#### Perkutana bubrežna biopsija
Prvi članak koji je izložio primenu perkutane bubrežne biopsije objavio je 1950. godine kubanski doktor Antonino Pérez-Ara, zaposlen u vojnoj bolnici u Havani - u lokalnom časopisu. Međutim to je u medicinskim krugovima prošlo nedovoljno zapaženo, sve dok Iversen i Brun u Kopenhagenu 1951. godine nisu objavili svoje rezultate. Koristeći ovu metodu, Iversen i Brun dobili su adekvatno biopsijsko tkivo kod 42 od 66 pregledanih pacijenata sa minimalnim komplikacijama krvarenja. U ovom klasičnom radu, Iversen i Brun opisali su način pozicioniranja pacijenta u sedeći položaj i lokalizaciju bubrega putem intravenske pijelogrofije, način ubacivanja igle na označenu dužinu, aspiraciju tkiva bubrega (približno 1-2 cm dužine) vakuumom uz pomoć šprica U ovom radu opisali su i mogućnost dijagnostikovanja amiloidoze, dijabetesne nefropatije, hiperkalciemije i hroničnog glomerulonefritisa na osnovu nastale patologije. Nakon toga veći broj lekara širom sveta ubrzo je počeo sa prvim pokušavajima izvođenja bubrežne biopsije, perkutanom tehnikom aspiracije. Nakon ovog rada, uspeh metode je bio neujednačen i zavisio je od iskustva operatera; usavršavanja tehnike, vrste igala itd. 
Kada je grupa lekara pod vođstvom Robert Kark i Muehrcke (1954), predstavila u Čikagu novu tehniki biopsije i izvala obuka mnogih lekara u tehnici bioipsije, ubrzo je široko prihvataćena metodas primene perkutane bubrežne biopsije. Novom metodom Robert Kark i Muehrcke su zapravo modifikovali postupak pozicioniranja pacijenta u ležećem, a ne u uspravnom položaju, koristeći pri tome prvo iglu za sondiranje, kako bi prvo lokalizovali bubreg pre konačnog ubacivanja igle za biopsiju, koristeći iglu Vim-Silverman.
Do 1958. godine doktor Brun je obavio veliku seriju od 500 biopsija, a engleski lekar Run 1959. godina, objavio korišćenja bubrežne biopsije u dijagnostici glomerulonefritisa, kao jednu od najranijih metoda.
David Kerr, 1960. objavio je jedan od ranih članaka u Velikoj Britaniji o primeni bubrežne biopsije; koristeći modifikovanu iglu Menghini. 
U martu 1961. godine u Velikoj Britaniji održan je uticajni simpozijum CIBA fondacije na temu „Biopsija bubrega, klinički i patološki značaj”, nakon što je 1960. godine, na prvom sastanku u Evianu i Ženevi, objavljeno nekoliko radova o biopsiji bubrega.
Sledili su nove inovacije Camerons (1997), i Walkers (2009) su izvršili recenziju biopsione tehnike.
U današnje vreme, slikovne metode koje se koriste u bubrežnoj biopsiji za dijagnozu kod većine tipova primarnih i sekundarnih bubrežnih bolesti, inmmaju i određena ograničenja iaklo se veruje da jedino bubrežna biopsija može pružiti vezu između dijagnoze bubrežne bolesti i njegovih patoloških stanja. Međutim, ponekad postoji značajna neusklađenost između pacijentovog bubrežnog ishoda i patoloških nalaza u biopsiji bubrega. Ovo je veme (21. vek) za primenui nekih novih dijagnostičkih metoda koje treba da otklone nedostatke konvencionalne perkutane vođene bubrežne biopsije. Iako je nanotehnologija i dalje u povoju u slikanju bubrega; međutim, čini se da je to sledeći korak u biopsiji bubrega, koji može pružiti rješenja za sva ograničenja konvencionalnih modaliteta.

## Biopsija bubrega u perspektivi
Razvoj hibridnih metoda za snimanje, poput optičkog / ultrazvuka, omogućava veću penetraciju dubine slike u biološkim tkivima i omogućava dobijanje 3D slike visoke rezolucije unutrašnjih organa. Po brojnim saznanju, dubina penetracije se može smatrati zajedničkim ograničavajućim faktorom u skoro svim mehaničkim i elektromagnetnim modalitetima zasnovanim na slikanju visoke rezolucije. Metamaterialna sočiva čine da unutrašnji organi izgledaju bliže nego što zapravo jesu. Ovaj metod omogućuje dubinsko snimanje, uz održavanje odnosa dubine prema rezoluciji. Primena ove tehnike u slikanju tkiva je tri puta bolja od granica difrakcije. Razvoj novih kompjuterskih algoritama definitivno će pomoći u poboljšanju performansi različitih modaliteta medicinskih slika u budućnosti.
U poslednjim decenijama nanokompoziti na bazi ugljenika se široko koriste u PA slikovnim metodam. Ovi NP-ovi su snažna NIR apsorpcija i za razliku od zlata NP-ovi ugljenični NP-ovi su nontoksični i fotostabilni. Bazirajući se na gore pomenutom narativu, optički snimak je i dalje u povoju i čini se da je optička biopsija sledeći korak u medicinskom slikanju, jer pruža rješenja za brojna ograničenja konvencionalnih modaliteta.

### Kadrovske promene
U nedavnoj prošlosti uočene su promene u primeni metoda dijagnostike bolesti bubrega od strane nefrologa i radiologa, koji zanemaruju primenu perkutane biopsije bubrega. To je dovelo do zabrinutosti da „trajni gubitak” ove procedure može ugroziti status nefrologije kao subspecijalnosti.
 

Zato nefrolozi širom sveta dižu glas, i iznose stava da se mora nastaviti sa kvalitetnom obukom mladih nefrologa u pravilnoj tehnici iznačaju i vrednosti obavljanja bubrežnih procedura ili kako oni to kažu:
U protivnom gubimo kontrolu nad procedurom koja je bila sastavni deo razvoja nefrologije kao subspeciajalnosti.

## Literatura
- Stephen M. Korbet, Nephrology and the Percutaneous Renal Biopsy: A Procedure in Jeopardy of Being Lost Along the Way

## Spoljašnje veze
- „History Of Renal Biopsy”. Архивирано из оригинала 25. 05. 2018. г. (језик: енглески)
- „In memory of Prof. Dr. Claus Brun (1914 – 2014)”. Архивирано из оригинала 19. 03. 2015. г. Приступљено 26. 05. 2018. (језик: енглески)